# Pallapalayam (Erode)
Pallapalayam es una ciudad y nagar Panchayat situada en el distrito de Erode en el estado de Tamil Nadu (India). Su población es de 7263 habitantes (2011). Se encuentra a 22 km de Erode y 33 km de Tirupur.

## Demografía
Según el censo de 2011 la población de Pallapalayam era de 7263 habitantes, de los cuales 3624 eran hombres y 3639 eran mujeres. Pallapalayam tiene una tasa media de alfabetización del 65,64%, inferior a la media estatal del 80,09%: la alfabetización masculina es del 74,82%, y la alfabetización femenina del 56,49%.